# كاتدرائية المهد (فولغودونسك)
كاتدرائية المهد (ميلاد المسيح) (بالروسية: Кафедральный собор Рождества Христова)، هي كاتدرائيةُ أسقفيةِ فولغودونسك تقع في مدينة فولغودونسك، روستوف أوبلاست، روسيا. بدأ تأسيسها في 7 مارس 2001، واكتمل سنة 2011.

## تاريخ
كانت أعمال البناء قد علقت قريبا لعدة سنوات. تم استأنافها في 15 أكتوبر 2008.
في الفترة من 2008 إلى 2011، كانت قد بنيت على أراضي كاتدرائية المهد كنيسة صغيرة، اعتبرت نصبا تذكاريا خُصّص للأدميرال البارز فيودور أوشاكوف.
في الأول من أغسطس 2010، تم تنفيذ أول قداس إلهي في الكنيسة السفلى للكاتدرائية - في معبد القديس سيرافيم ساروف.
وفي أواخر عام 2010، تم تركيب أربعة قباب، وفي بداية يناير 2011، أضيفت القبة المركزية أيضا. ونتيجة لذلك، أصبح الارتفاع الكلي للكاتدرائية 56 مترا، وجنبا إلى جنب مع الصليب على القبة المركزية - 58 مترا.
وفي منطقة الكاتدرائية التي تبلغ مساحتها 8 هكتارات، يُخطط لبناء مجموعة من المباني، بما في ذلك برج الجرس، ومدرسة الأحد، وقاعة الطعام الخيرية، وورش عمل الأيقونات، ومركز النشر، والملاعب، وفندق الحج، وصالة الألعاب الرياضية الأرثوذكسية.
في عام 2011، استحوذ المعبد على مركز كاتدرائية الأسقفية التي شكلت حديثا أبرشية فولغودونسك.